# Aranka Binder
Pour les articles homonymes, voir Binder.
 (août 2016).
Aranka Binder (serbe : Аранка Биндер, née le 19 juin 1966 à Sombor) est une tireuse sportive serbe. Elle a remporté une médaille de bronze au tir à la carabine à air comprimé au cours des Jeux olympiques d'été de 1992.

## Résultats
| Résultats olympiques              | Résultats olympiques | Résultats olympiques | Résultats olympiques |
| Événement                         | 1992                 | 1996                 | 2000                 |
| --------------------------------- | -------------------- | -------------------- | -------------------- |
| 50 m carabine trois positions     | —                    | 22 574               | 23 572               |
| 10 mètres carabine à air comprimé | Bronze 393+102.1     | 9 393                | 15 392               |